# Winchester (Nou Hampshire)
Winchester és un poble de Nova Anglaterra al Comtat de Cheshire (Nou Hampshire). Segons el cens del 2000 tenia 4.144 habitants.

## Demografia
Segons el cens del 2000, Winchester tenia 4.144 habitants, 1.557 habitatges, i 1.094 famílies. La densitat de població era de 29,1 habitants per km².
Dels 1.557 habitatges en un 33,5% hi vivien nens de menys de 18 anys, en un 52,9% hi vivien parelles casades, en un 0% dones solteres, i en un 29,7% no eren unitats familiars. En el 23,3% dels habitatges hi vivien persones soles el 10,3% de les quals corresponia a persones de 65 anys o més que vivien soles. El nombre mitjà de persones vivint en cada habitatge era de 2,61 i el nombre mitjà de persones que vivien en cada família era de 3,03.
Per edats la població es repartia de la següent manera: un 25,5% tenia menys de 18 anys, un 7,6% entre 18 i 24, un 29,2% entre 25 i 44, un 23,5% de 45 a 60 i un 14,2% 65 anys o més.
L'edat mediana era de 37 anys. Per cada 100 dones de 18 o més anys hi havia 95,4 homes.
La renda mediana per habitatge era de 37.364$ i la renda mediana per família de 43.393$. Els homes tenien una renda mediana de 30.399$ mentre que les dones 20.682$. La renda per capita de la població era de 16.012$. Entorn del 10% de les famílies i el 12% de la població estaven per davall del llindar de pobresa.